# Stars Dance Tour
Stars Dance Tour är den amerikanska sångerskan Selena Gomez första konsertturné utan hennes band The Scene. Turnén marknadsförde Gomez första soloalbum Stars Dance.

## Bakgrund
Gomez släppte turnédatumen via hennes hemsida den 15 april 2013. Med sammanlagt 55 shower besökte turnén bland annat länder som USA, Kanada, Sverige, Norge och England under sommaren och hösten 2013. Gomez skulle även ha turnerat i Asien och Australien under vintern 2014, men den 20 december 2013 bekräftades det att konserterna hade blivit inställda eftersom Gomez behövde "tillbringa tid för sig själv".
I en intervju med Ryan Seacrest avslöjade Gomez ett par detaljer om turnén: 
"Det kommer bli en större show, vilket jag ser fram emot. Jag har dansat mycket och jag vill bara underhålla människor. [...] Jag har saknat shower när det bara handlade om dansen och framförandet. Mina favoriter var Britney Spears och Janet Jackson, så jag vill att det ska vara mer dans och göra det om underhållningen, showen och sångerna."

## Förband
- Anton Ewald (Sverige)[4]
- Christina Grimmie (Nordamerika)
- Emblem3 (Nordamerika)[5]
- Union J (Portugal)

## Låtlista
1. "Bang Bang Bang"
2. "Round & Round"
3. "Like a Champion"
4. "B.E.A.T." / "Work" (Iggy Azalea cover)
5. "Stars Dance"
6. "Write Your Name"
7. "Roar" (Katy Perry cover) (Från och med 10 oktober)
8. "Birthday" / "Birthday Cake" (Rihanna cover)
9. "Love You Like a Love Song"
10. "Love Will Remember"
11. "Dream" (Priscilla Ahn cover)
12. "Royals" (Lorde cover)  (14 augusti - 27 september)
13. "Who Says"
14. "Whiplash"
15. "Naturally"
16. "Undercover"
17. "Save the Day"
18. "A Year Without Rain"

Extranummer
1. "Come & Get It"
2. "Slow Down"

## Turnédatum
| Nordamerika          |                |                       |                            |
| 14 augusti 2013      | Vancouver      | Kanada                | Rogers Arena               |
| 16 augusti 2013      | Lethbridge     | Kanada                | Enmax Centre               |
| 17 augusti 2013      | Edmonton       | Kanada                | Rexall Place               |
| 18 augusti 2013      | Saskatoon      | Kanada                | Credit Union Centre        |
| 19 augusti 2013      | Winnipeg       | Kanada                | MTS Centre                 |
| 22 augusti 2013      | Ottawa         | Kanada                | Scotiabank Place           |
| 23 augusti 2013      | Montreal       | Kanada                | Centre Bell                |
| 24 augusti 2013      | Toronto        | Kanada                | Air Canada Centre          |
| Europa               |                |                       |                            |
| 30 augusti 2013      | Köpenhamn      | Danmark               | Falcon Theater             |
| 31 augusti 2013      | Stockholm      | Sverige               | Arenan                     |
| 1 september 2013     | Oslo           | Norge                 | Oslo Spektrum              |
| 3 september 2013     | Amsterdam      | Nederländerna         | Heineken Music Hall        |
| 4 september 2013     | Antwerpen      | Belgien               | Lotto Arena                |
| 5 september 2013     | Paris          | Frankrike             | Zenith                     |
| 7 september 2013     | London         | Storbritannien        | Hammersmith Apollo         |
| 8 september 2013     | London         | Storbritannien        | Hammersmith Apollo         |
| 11 september 2013    | Lissabon       | Portugal              | Campo Pequeno              |
| 12 september 2013    | Madrid         | Spanien               | Palacio De Vistalegre      |
| 14 september 2013    | Frankfurt      | Tyskland              | Jahrunderthalle            |
| 16 september 2013    | Milano         | Italien               | Alcatraz                   |
| 17 september 2013    | Wien           | Österrike             | Wiener Stadthalle          |
| Asien                |                |                       |                            |
| 27 september 2013[A] | Dubai          | Förenade Arabemiraten | Dubai World Trade Centre   |
| Nordamerika          |                |                       |                            |
| 10 oktober 2013      | Fairfax        | USA                   | Patriot Center             |
| 11 oktober 2013      | Pittsburgh     | USA                   | Petersen Event Center      |
| 12 oktober 2013      | Boston         | USA                   | TD Garden                  |
| 15 oktober 2013      | Buffalo        | USA                   | First Niagara Center       |
| 16 oktober 2013      | Brooklyn       | USA                   | Barclays Center            |
| 18 oktober 2013      | Philadelphia   | USA                   | Wells Fargo Center         |
| 19 oktober 2013      | Uncasville     | USA                   | Mohegan Sun                |
| 20 oktober 2013      | Newark         | USA                   | Prudential Center          |
| 22 oktober 2013      | Hershey        | USA                   | Giant Center               |
| 23 oktober 2013      | Louisville     | USA                   | KFC YUM! Center            |
| 25 oktober 2013      | Nashville      | USA                   | Bridgestone Arena          |
| 26 oktober 2013      | Atlanta        | USA                   | Philips Arena              |
| 27 oktober 2013      | Charlotte      | USA                   | Time Warner Cable Arena    |
| 29 oktober 2013      | Sunrise        | USA                   | BB&T Center                |
| 30 oktober 2013      | Tampa          | USA                   | Tampa Bay Times Forum      |
| 1 november 2013      | San Antonio    | USA                   | AT&T Center                |
| 2 november 2013      | Houston        | USA                   | Toyota Center              |
| 3 november 2013      | Dallas         | USA                   | American Airlines Center   |
| 5 november 2013      | Phoenix        | USA                   | US Airways Center          |
| 6 november 2013      | Los Angeles    | USA                   | Staples Center             |
| 8 november 2013      | San Diego      | USA                   | Valley View Casino Center  |
| 9 november 2013      | Las Vegas      | USA                   | Mandalay Bay Events Center |
| 10 november 2013     | San Jose       | USA                   | HP Pavilion at San Jose    |
| 12 november 2013     | Seattle        | USA                   | KeyArena                   |
| 14 november 2013     | Salt Lake City | USA                   | Energy Solutions Arena     |
| 16 november 2013     | Denver         | USA                   | 1stBank Center             |
| 17 november 2013     | Kansas City    | USA                   | Sprint Center              |
| 18 november 2013     | Saint Louis    | USA                   | Chaifetz Arena             |
| 19 november 2013     | Indianapolis   | USA                   | Bankers Life Fieldhouse    |
| 21 november 2013     | Minneapolis    | USA                   | Target Center              |
| 22 november 2013     | Chicago        | USA                   | Allstate Arena             |
| 23 november 2013     | Columbus       | USA                   | Nationwide Arena           |
| 26 november 2013     | Detroit        | USA                   | The Palace Of Auburn Hills |

Festivaler och andra framträdanden
A Dubai Music Week
Inställda konserter
| Datum             | Land                       | Arena                            |
| ----------------- | -------------------------- | -------------------------------- |
| 19 september 2013 | Minsk, Vitryssland         | Minsk-Arena                      |
| 21 september 2013 | Kiev, Ukraina              | Sportpalatset                    |
| 23 september 2013 | Sankt Petersburg, Ryssland | Ispalatset                       |
| 25 september 2013 | Moskva, Ryssland           | Olimpijskij                      |
| 16 januari 2014   | Tokyo, Japan               | Zepp Tokyo                       |
| 17 januari 2014   | Tokyo, Japan               | Zepp Tokyo                       |
| 20 januari 2014   | Osaka, Japan               | Hatch                            |
| 21 januari 2014   | Nagoya, Japan              | Zepp Nagoya                      |
| 24 januari 2014   | Shanghai, Kina             | Qizhong Forest Sports City Arena |
| 26 januari 2014   | Kuala Lumpur, Malaysia     | Stadium Merdeka                  |
| 29 januari 2014   | Manila, Filippinerna       | Smart Araneta Coliseum           |
| 1 februari 2014   | Perth, Australien          | Perth Arena                      |
| 4 februari 2014   | Adelaide, Australien       | Adelaide Entertainment Centre    |
| 6 februari 2014   | Brisbane, Australien       | Brisbane Convention Centre       |
| 7 februari 2014   | Sydney, Australien         | Sydney Entertainment Centre      |
| 8 februari 2014   | Melbourne, Australien      | Rod Laver Arena                  |